# Bihpuria
Bihpuria là một thị xã và là nơi đặt ủy ban khu vực thị xã (town area committee) của quận Lakhimpur thuộc bang Assam, Ấn Độ.

## Nhân khẩu
Theo điều tra dân số năm 2001 của Ấn Độ, Bihpuria có dân số 10.867 người. Phái nam chiếm 53% tổng số dân và phái nữ chiếm 47%. Bihpuria có tỷ lệ 77% biết đọc biết viết, cao hơn tỷ lệ trung bình toàn quốc là 59,5%: tỷ lệ cho phái nam là 82%, và tỷ lệ cho phái nữ là 73%. Tại Bihpuria, 11% dân số nhỏ hơn 6 tuổi.